# Kukučínov
Kukučínov (Hongaars: Nemesoroszi) is een Slowaakse gemeente in de regio Nitra, en maakt deel uit van het district Levice.
Kukučínov telt 653 inwoners.
De gemeente was voorheen vooral Hongaars qua karakter, inmiddels vormen de Hongaren een minderheid van circa 30% van de inwoners.